# 東華生命保険
東華生命保険株式会社（とうかせいめいほけん）は、1914年（大正3年）9月に設立された生命保険会社。宮城県仙台市において資本金100万円で設立された。その後、横浜松坂屋の前身である茂木商店の経営者茂木惣兵衛によって買収されるも、生保業界の中においては弱小会社の域を脱することができず、主務省である商工省の、保険会社の整理統合を進めるべきとの方針もあり、1932年（昭和7年）9月2日、後に日本生命に統合する愛国生命(1896年設立)への包括移転に伴い解散した。
1931年（昭和6年）12月31日時点の契約件数は、7,878件。

## 年譜
- 1914年 - 設立
- 1917年 - 茂木惣兵衛が綿花相場で失敗し本業傾く[2]
- 1920年 - 社長茂木惣兵衛辞任
- 1921年 - 経営建て直しのため株屋の長島弘が社長就任するも半年で辞任[3]、後任に酒井忠亮が社長就任[4]。神田鐳蔵が長島の株式8000株を買受け実権掌握[4]
- 1928年 - 神田銀行破綻により神田鐳蔵相談役辞任[4]
- 1932年 - 愛国生命に買収され、曄道文芸が取締役社長就任し、解散[4]